# Marina Mukabenova
Marina Alekseevna Mukabenova (nascida em 20 de março de 1982) é uma política russa. Ela anteriormente representou Kalmykia na sétima Duma Federal. Mukabenova foi vice-presidente do Comité de Política de Informação, Tecnologia da Informação e Comunicações da Duma.